# Euphorbia candelabrum
Euphorbia candelabrum ist eine Pflanzenart aus der Gattung Wolfsmilch (Euphorbia) in der Familie der Wolfsmilchgewächse (Euphorbiaceae).

## Beschreibung
Die sukkulente Euphorbia candelabrum bildet Bäume mit einer großen Krone bis etwa 12 Meter Höhe aus, die eine dichte Verzweigung aufweisen. Die gewöhnlich mit vier scharfen Kanten ausgestatteten Zweige werden 5 bis 10 Zentimeter dick und sind durch Einschnürungen in 15 bis 25 Zentimeter lange Abschnitte gegliedert. An den Kanten stehen flache Zähne im Abstand von bis zu 1,5 Zentimeter zueinander. Die verkorkenden Dornschildchen werden bis 8 Millimeter lang und 7 Millimeter breit. Es werden starke Dornen bis 5 Millimeter Länge und weiche Nebenblattdornen mit bis zu 1,5 Millimeter Länge ausgebildet. Die Blätter an älteren Trieben werden bis 5 Millimeter lang und breit. An den neuen Trieben sind sie verkehrt lanzettlich geformt und werden bis 7 Zentimeter lang und 1,5 Zentimeter breit.

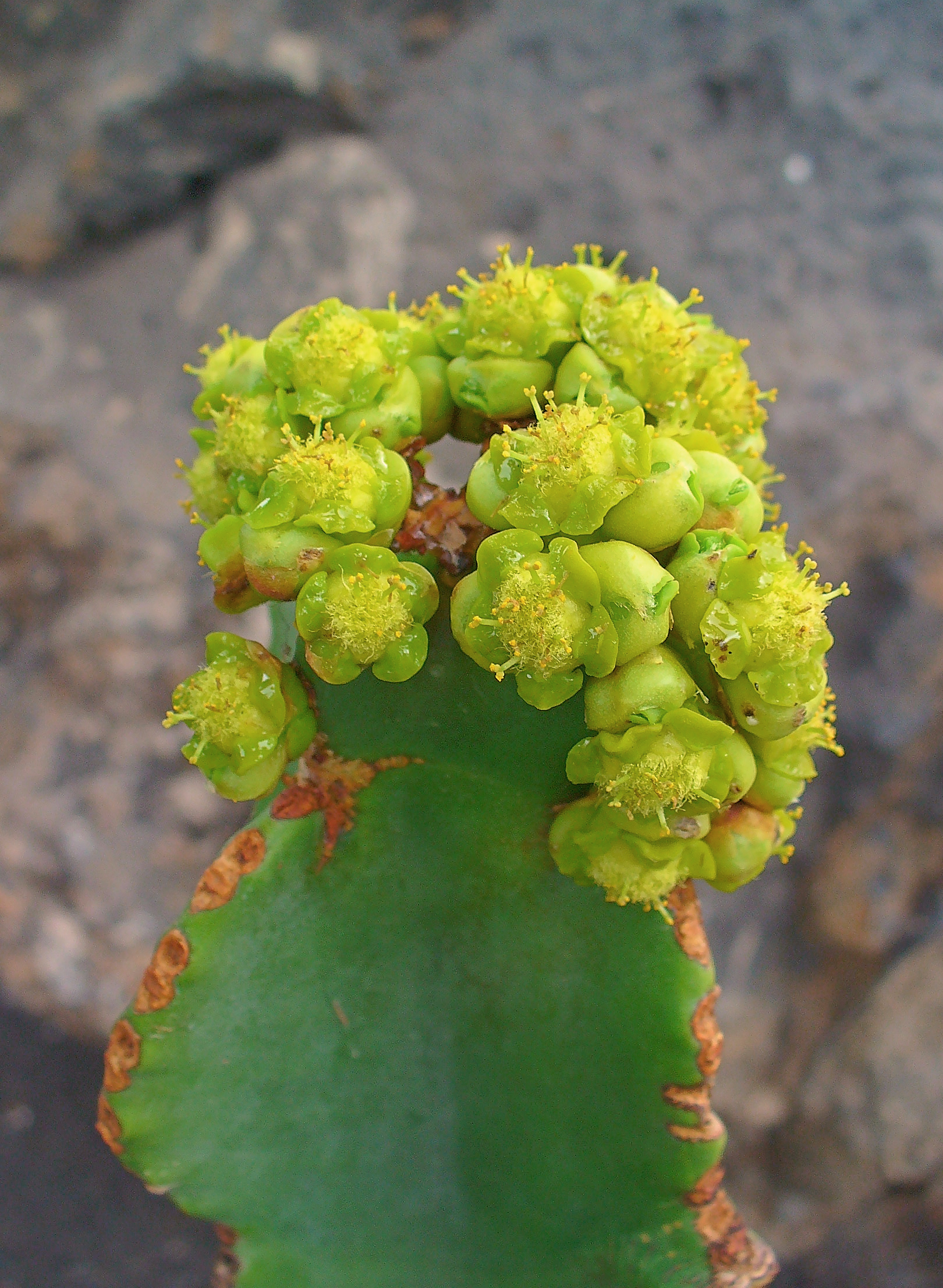
Blüten
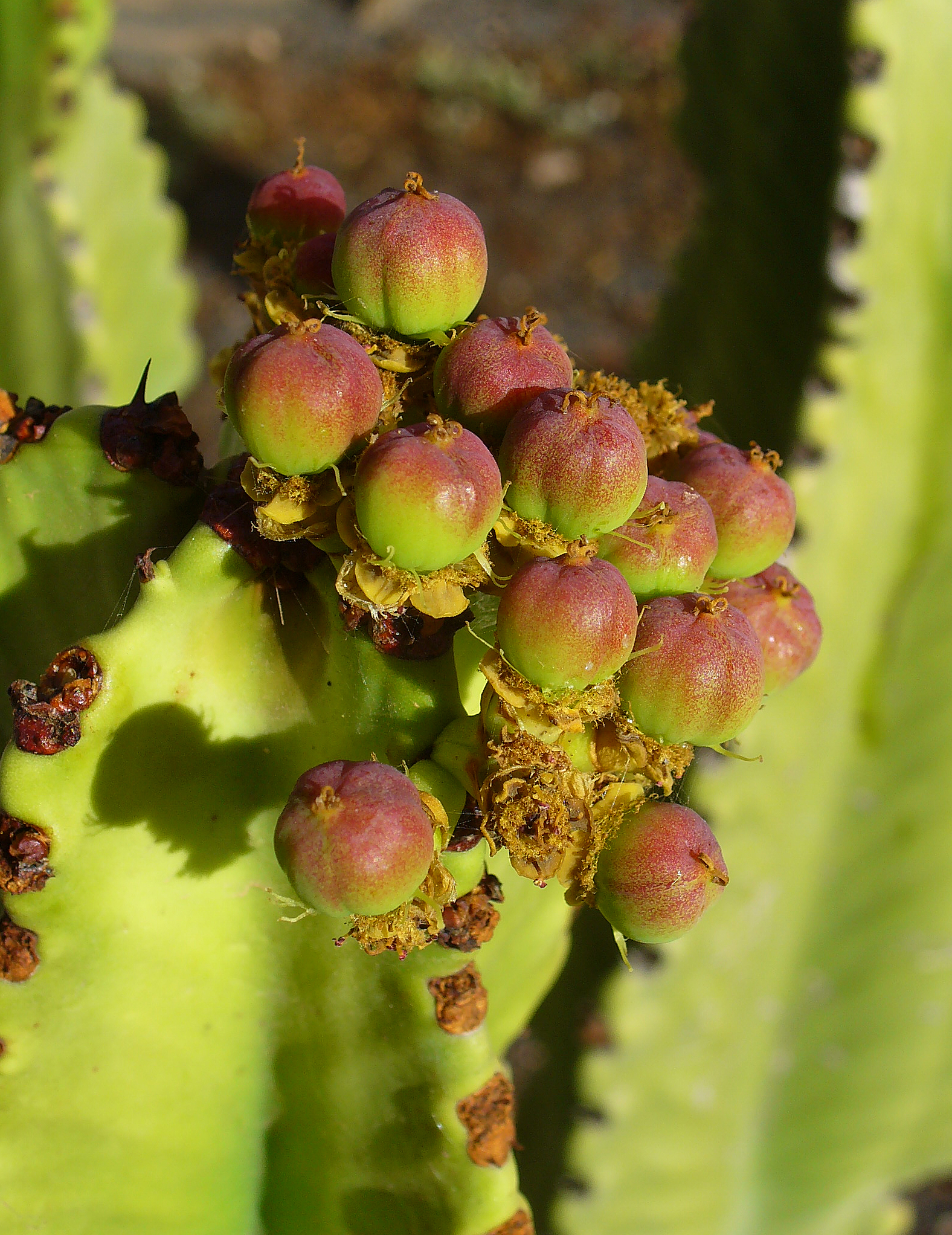
unreife Früchte

Der Blütenstand besteht aus ein bis sechs einzelnen Cymen, die an 5 bis 20 Millimeter langen Stielen stehen. Die Cyathien erreichen 9 Millimeter im Durchmesser. Die elliptischen Nektardrüsen sind gelb gefärbt und stoßen nicht ganz aneinander. Die nahezu kugelförmige Frucht bildet drei Fächer aus und wird etwa 8 Millimeter lang und 12 Millimeter breit. Sie ist sukkulent und später rötlich überhaucht. Zur Reife hin verhärtet sich die Frucht, wird annähernd stumpf gelappt und ist dann etwa 6 Millimeter lang und 9 Millimeter breit. Sie steht an einem starken, bis 5 Millimeter langen Stiel. Der nahezu kugelförmige Samen wird 3 Millimeter groß und hat eine glatte Oberfläche.

## Verbreitung und Systematik
Euphorbia candelabrum ist im Osten und Nordosten von Afrika verbreitet. Die Art steht auf der Roten Liste der IUCN und gilt als nicht gefährdet (Least Concern).
Die Erstbeschreibung der Art erfolgte 1857 durch Theodor Kotschy.
Es werden folgende Varietäten unterschieden:
- Euphorbia candelabrum var. bilocularis (N.E.Br.) S.Carter (1987)
Verbreitung: in Ost-Afrika auf steinigen Hängen mit Grasvegetation und einzelnen Bäumen; im Unterschied zur Stammart werden im Fruchtknoten und in der Frucht zwei Fächer ausgebildet. Synonyme zu dieser Varietät sind Euphorbia bilocularis N.E.Br. (1912) und Euphorbia reinhardtii var. bilocularis (N.E.Br.) Oudejans (1990).
- Euphorbia candelabrum var. candelabrum
Verbreitung: ausgehend vom Süd-Sudan und Äthiopien in Richtung Süden in Ost-Afrika auf steinigen Hängen und im Flachland mit wasserdurchlässigen Böden mit Grasvegetation und Einzelbäumen in Höhenlagen von 900 bis 2000 Meter. Synonyme zu dieser Varietät sind Euphorbia confertiflora Volkens (1899), Euphorbia reinhardtii Volkens (1899), Euphorbia calycina N.E.Br. (1912), Euphorbia murielii N.E.Br. (1912) und Euphorbia tozzii Chiov. (1932).